# У Пэйфу
У Пэйфу (кит. 吴佩孚; 22 апреля 1878 — 4 декабря 1939) — военный правитель центрального Китая, чье правление пресек Северный поход. Глава так называемой чжилийской клики северных милитаристов. Во внешней политике ориентировался на Великобританию.

## Биография
Родился в бедной крестьянской семье, получил начальное образование в частной школе, в 23 года сдал экзамен на степень сюцая, но пошел в армию, где дослужился до командира бригады. В 1920 году чжилийская клика Цао Куня и У Пэйфу при поддержке США и Англии начала военные действия против аньхойской группировки, скомпрометировавшей себя антинациональной политикой правительства Дуань Цижуя. На стороне побеждавших чжилийцев выступил глава фэнтяньской клики Чжан Цзолин. Аньфуисты потерпели поражение; власть в Пекине перешла к блоку чжилийцев и фэнтяньцев.
У Пэйфу неоднократно заявлял, что не будет «дуцзюнем» и даже одно время поддерживал коммунистов, разрешив им организовать «клубы железнодорожников» и «школы для рабочих». В апреле 1922 года вспыхнула милитаристская война между чжилийской и фэнтяньской кликами. В начавшейся войне армия под командованием У Пэйфу при поддержке коммунистов разбила войска фэнтянской клики. Армия Чжан Цзолиня потерпела поражение, и пост президента Китая в 1923 году занял ставленник чжилийцев Цао Кунь. Влияние США и Англии в Китае возросло. Победа привела к усилению роли коммунистов, так как У Пэйфу объявил «защиту труда» одним из приоритетов политики, назначил шесть членов партии «секретными инспекторами» на железные дороги, не мешал создавать «рабочие клубы». Однако союз продолжался недолго — уже в феврале 1923 года У Пэйфу подавил силой забастовку, организованную коммунистами на железной дороге, а затем приказал арестовать и казнить члена КПК Ши Яна. Осенью 1924 года обострились отношения между У Пэйфу и Чжан Цзолинем — военачальником, протеже Японии, контролировавшим Маньчжурию. Поражение У Пэйфу было ускорено предательством Фэн Юйсяна, который контролировал обширные территории Северо-Западного Китая. В феврале 1926 года Чжан Цзолинь и У Пэйфу смогли временно договориться о борьбе с «национальной армией» Фэн Юйсяна. Военный и дипломатический нажим иностранных держав заставил Фэн Юйсяна в начале 1926 года уйти в отставку и уехать в Москву. Части 1-й «национальной армии» были вынуждены оставить район Пекина и Тяньцзиня, отступив в провинцию Чахар. Трагически сложилась и судьба 2-й «национальной армии» в провинции Хэнань. В январе 1926 года против 2-й «национальной армии» вспыхнуло восстание местных крестьян, организованное тайным традиционным обществом «Красные пики». Этим выступлением воспользовался У Пэйфу и довершил разгром 2-й «национальной армии».
В июле 1926 года Гоминьдан объявил о начале Северного похода. Главные силы НРА в июле-августе завершили захват Хунани и повели наступление на важнейший политический и экономический центр среднего течения Янцзы город Ухань. В октябре был взят Ухань. Войска У Пэйфу потерпели поражение.
После начала второй китайско-японской войны У Пэйфу отказался сотрудничать с японцами. Он вернулся в отставку и вскоре умер при странных, как некоторые считают, обстоятельствах: скончался от сепсиса после удаления зуба. Ходили слухи, что он отравлен японцами.